# Capitel historiado

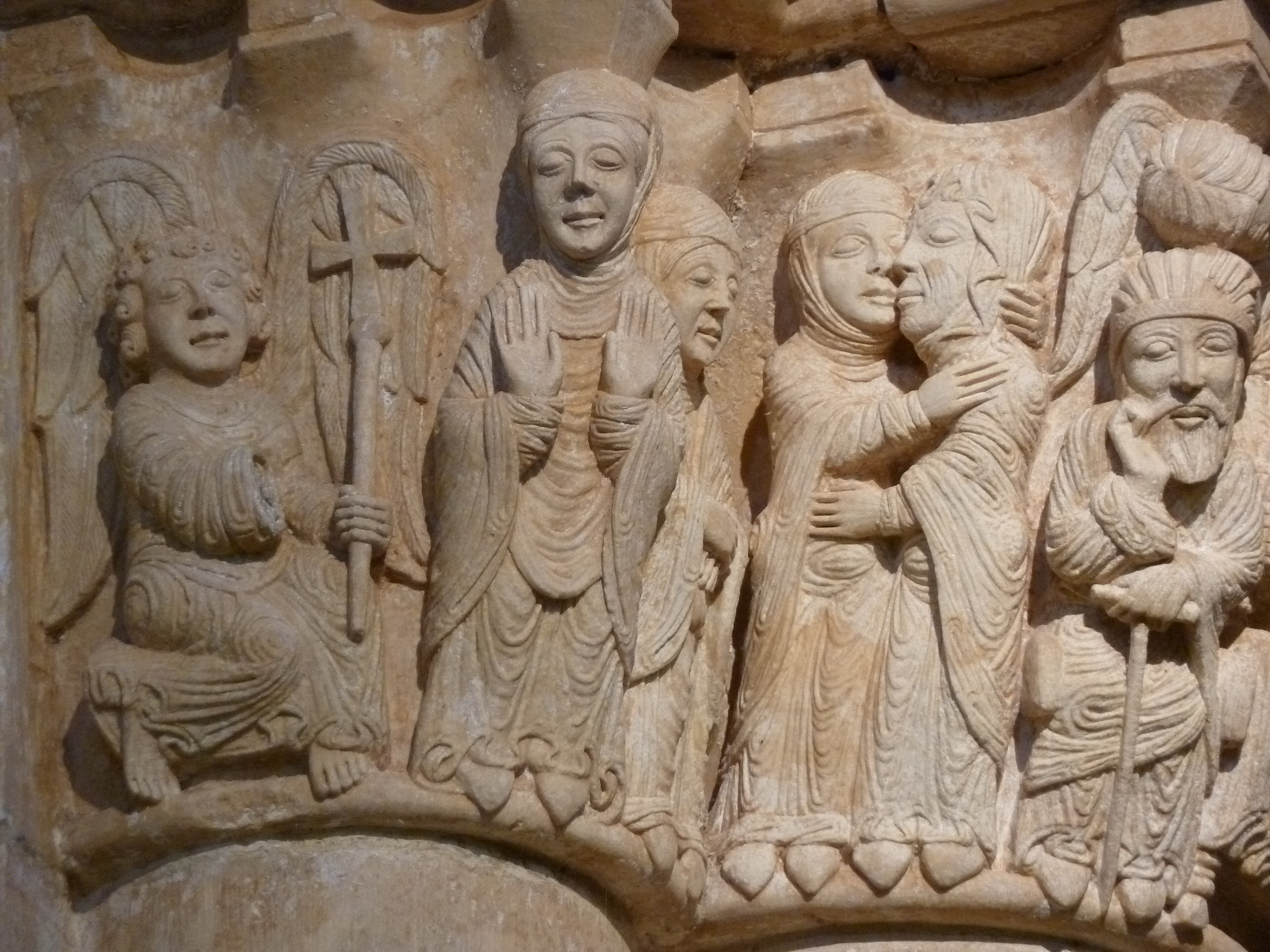
Capitel historiado en San Juan de Ortega, Burgos

Un capitel historiado es un elemento arquitectónico donde la decoración representa escenas con figuras. Con frecuencia tenían un fin pedagógico o moralizante. Pueden ser comunes en la arquitectura románica. El historiado puede aparecer también en los frisos, metopas, tejidos, vidrieras de otros estilos.